# 陳其寅
陳其寅（1902年—1996年），號曉齋，字日堯，台灣基隆市人，為戰後雨港文人，鑽研「詩文、史學、譜系學」，曾主篆「大同吟社」社長51載，是名聞全台的一位詩翁。

## 經歷
清光緒28年(民國前10年，1902年)出生在基隆市鬧區，祖籍福建省惠安縣，早先為國學生，亦儒亦商。其先祖陳永錠，1860年由泉州遷移至鹿港，其父陳兆齊於1889年再遷徙至基隆。
1912年冬，肄業於基隆公學校(今信義國小)，返回祖家惠安唸私塾5年。15歲時發願撰修族譜，直到高齡92歲，耗時77載，始完成《琅玕陳氏族譜》，2巨冊共40萬餘言。1918年負笈福州鶴齡英華書院，翌年與同鄉黃鏡女士結縭，長達70年歲月，育有8男1女。
於日治時期1921年返回基隆從商之餘，繼續鑽研古典文學與傳統詩詞，並編修族譜。1931年加入新創立的「大同吟社」，與前輩詩友們共同大雅扶輪，為保存國粹而努力。首任社長許梓桑羽化，社友們公推先生為社長，繼續推廣詩文活動，往後數十年間多次榮膺全台詩人大會的總詞宗。90歲時，任「1991年世界詩人文化大會」首席顧問。
主持詩社活動之餘時，1951年任「基隆市文獻委員會」常務委員十餘載，並編纂《基隆市志‧人物篇》與《文物篇》，1984年編修《基隆簡史》，人稱「基隆通」。晚年更由基隆文化中心出版一系列傳世著作《懷德樓詩草續集》、《懷德樓文稿》上下集，完成宿院，文以載道。
先生基津一宿儒，品德高雅，在藝文、政經界之地位與聲望備極尊崇，於1968年當選第二屆全國模範父親，1971年獲頒孝悌家庭，1980年當選全國模範老人。二子陳德潛，1952年畢業於台大經濟系，1993年審計部簡任稽察長屆齡退修，於2000年接續父親，任大同吟社第3任社長。
著名詩家王超一賦詩讚譽：「囁嚅見樸忠，寶島一醇翁，猗頓稱人傑，弦高乃國雄；平生重然諾，處世守謙恭，吟詠為餘事，修齊有古風。」95歲仙逝時，書家李超哉輓聯記之：「懋遷立業福壽全歸惟厚道，文獻修編春秋之筆顯基津。」是陳社長一生最佳的寫照。

## 著作
- 《基隆市志‧文物篇》基隆市政府文獻委員會，1956年8月。
- 《基隆市志‧人物篇》同上，1959年2月。
- 《懷德樓詩草》自行出版，1982年12月。
- 《懷德樓詩草》龍文出版公司(台灣先賢詩文集彙刊，第六輯之2)，2009年3月，ISBN 9789572006665。
- 《琅玕陳氏族譜》財團法人琅玕陳氏宗祠，1983年10月。
- 《基隆簡史》基隆市政府民政局，1984年7月。
- 《懷德樓文稿》(上下冊)財團法人基隆市文化基金會，1992年6月。
- 《续修琅玕陳氏族譜》財團法人琅玕陳氏宗祠，1993年3月。
- 《懷德樓詩草續集》基隆市立文化中心，1993年6月，ISBN 9570021012。

## 外部連結
- 基隆市文化局 ~ 基隆市作家名錄 ~
- 國家文化記憶庫